# Uropyxis farlowii
Uropyxis farlowii är en svampart som först beskrevs av Joseph Charles Arthur, och fick sitt nu gällande namn av J.W. Baxter 1959. Uropyxis farlowii ingår i släktet Uropyxis, och familjen Uropyxidaceae. Inga underarter finns listade i Catalogue of Life.